# James Franklin (philosophe)
Pour les articles homonymes, voir James Franklin.
James Franklin (né en 1953 à Sydney) est un philosophe, mathématicien et historien des idées australien.

## Vie et carrière
Franklin effectue ses études au St. Joseph's College, Hunters Hill, Nouvelle-Galles du Sud. Ses études de premier cycle se déroulent à l'université de Sydney de 1971 à 1974, où il fréquente le St John's College (en) et où il est influencé par les philosophes David Stove (en) et David Armstrong. Il complète son doctorat en 1981 à l'université de Warwick, sur les groupes algébriques Depuis 1981, il enseigne à l'École de mathématiques et de statistiques de l'Université de Nouvelle-Galles du Sud.
Ses domaines de recherche comprennent la philosophie des mathématiques et les « sciences formelles », l'histoire des probabilités, l'histoire catholique australienne, le parallèle entre éthique et mathématiques, la retenue, la quantification des droits en éthique appliquée et l'analyse des risques extrêmes. Franklin est l'exécuteur littéraire de David Stove.
Il est membre de la Royal Society of New South Wales . 

### Histoire des idées
Son livre de 2001, The Science of Conjecture: Evidence and Probability Before Pascal, couvre le développement de la réflexion sur les preuves incertaines sur plusieurs siècles jusqu'en 1650. Son thème central est les travaux anciens et médiévaux sur le droit de la preuve, qui développent des concepts comme la demi-preuve, semblable à la preuve moderne hors de tout doute raisonnable, ainsi que des analyses de contrats aléatoires comme l'assurance et les jeux de hasard. Le livre a été salué par Nassim Nicholas Taleb . 
Son histoire polémique de la philosophie australienne (en), Corrupting the Youth (2003), fait l'éloge de la tradition philosophique réaliste australienne et attaque les tendances postmodernistes et relativistes. 

### Philosophie des mathématiques
En philosophie des mathématiques, Franklin défend une théorie réaliste aristotélicienne (en), selon laquelle les mathématiques concernent certaines caractéristiques réelles du monde, à savoir les caractéristiques quantitatives et structurelles (telles que les ratios et la symétrie). La théorie est développée dans son livre de 2014 An Aristotelian Realist Philosophy of Mathematics: Mathematics as the Science of Quantity and Structure. La théorie s'oppose à la fois au platonisme et au nominalisme et met l'accent sur les mathématiques appliquées et la modélisation mathématique comme les parties les plus philosophiquement centrales des mathématiques. Il est le fondateur de la Sydney School en philosophie des mathématiques,, . Au fil des années, l'École accueille des chercheurs et philosophes australasiens émergents tels qu'Anne Newstead, Lisa Dive et Jeremiah Joven Joaquin. Paul Thagard écrit que « la philosophie actuelle des mathématiques qui correspond le mieux à ce que l'on sait de l'esprit et de la science est le réalisme aristotélicien de James Franklin ». 
En philosophie des probabilités, il défend une vision bayésienne objective selon laquelle la relation entre la preuve et la conclusion est strictement une question de logique. Un exemple est la preuve pour et contre les conjectures en mathématiques pures. Son livre What Science Knows: And How It Knows It développe la philosophie des sciences d'un point de vue bayésien objectif.

### Éthique
Ses travaux sur le parallèle entre éthique et mathématiques, ont reçu le prix Eureka (en) 2005 pour la recherche en éthique. 
En 1998, il a créé et enseigné pendant dix ans un cours sur les questions professionnelles et l'éthique des mathématiques à l'UNSW. 
Il a dirigé le « Restraint Project », une étude sur la vertu de la tempérance ou de la maîtrise de soi en Australie. En 2008, il a créé la base de données australienne sur la violence autochtone. 
Son livre, The Worth of Persons: The Foundation of Ethics, est paru en 2022. 

### Philosophie des religions
Franklin défend le pari de Pascal et la théorie du meilleur des mondes possibles de Leibniz et débat de l'émergentisme comme alternative à l'athéisme et au théisme matérialistes.

### Histoire catholique australienne
Il est rédacteur en chef du Journal of the Australian Catholic Historical Society (en). Ses livres sur l'histoire catholique australienne sont Catholic Values and Australian Values (2006), The Real Archbishop Mannix (2015, avec G.O. Nolan et M. Gilchrist), Catholic Thought and Catholic Action: Scenes from Australian Catholic Life (2023) et Arthur Calwell (avec G.O. Nolan). Il a également écrit sur la crise des abus sexuels catholiques, les blanchisseries de la Madeleine, les missions auprès des aborigènes australiens et la vie vertueuse des communautés rurales catholiques. 

## Publications
Franklin a écrit plusieurs livres et articles :

### Livres
- 1996 et 2011, Proof in Mathematics: An Introcuction (ISBN 978-1-876192-00-6), initialement publié sous le titre Introduction to Proofs in Mathematics, en 1988.
- 2001, réimpr. 2015, The Science of Conjecture: Evidence and Probability Before Pascal,  (ISBN 978-0-8018-7109-2) ;
- 2003, Corrupting the Youth: A History of Philosophy in Australia ,  (ISBN 978-1-876492-08-3) ;
- 2006, Catholic Values and Australian Realities ,  (ISBN 978-0-9758015-4-3) ;
- 2007, Life to the Full: Rights and Social Justice in Australia, (édité) (ISBN 978-1-921421-00-6)
- 2009, What Science Knows: And How It Knows It (ISBN 978-1-59403-207-3)
- 2014, An Aristotelian Realist Philosophy of Mathematics , (ISBN 978-1-137-40072-7)
- 2015, The Real Archbishop Mannix: From the Sources , (ISBN 9781925138344)
- 2022, The Worth of Persons: The Foundation of Ethics , (ISBN 9781641772785)
- 2023, Catholic Thought and Catholic Action: Scenes from Australian Catholic Life ,  (ISBN 9781922815354)

### Articles (une sélection)
- 1982, The Renaissance Myth, Quadrant 26 (11):51–60.
- 1994, The formal sciences discover the philosophers’stone, in: Studies in History and Philosophy of Science, Volume 25, No. 4, 513–533, Elsevier Science Ltd.
- 2000, « Thomas Kuhn's irrationalism »(Archive.org • Wikiwix • Archive.is • Google • Que faire ?), 15 avril 2008, in: The New Criterion, Volume 18, No. 10, June 2000.
- 2000, Diagrammatic reasoning and modelling in the imagination: the secret weapons of the Scientific Revolution, in: 1543 and All That: Image and Word, Change and Continuity in the Proto-Scientific Revolution, ed. G. Freeland & A. Corones, Dordrecht: Kluwer, 53–115.
- 2003, "The representation of context: ideas from artificial intelligence" in: Law, Probability and Risk 2, 191–199.
- 2006, Chapter on 'Artifice and the natural world: Mathematics, logic, technology', in: Cambridge History of Eighteenth Century Philosophy, ed. K. Haakonssen, Cambridge, 2006, 817–853.
- 2010, The postmodern calculus, New Criterion (en) 29 (1) (Sept 2010), 75-80.
- 2022, Mathematics, a Core Part of Classical Education, Australian Classical Education Society, (2 July 2022).
- 2022, The Global/Local Distinction Vindicates Leibniz’s Theodicy, Theology and Science (en), Vol.20, No.4, (October 2022), pp.445-462. DOI 10.1080/14746700.2022.2124481

## Voir également
- Éthique des mathématiques
- Thèse de continuité (en)